# 산지천

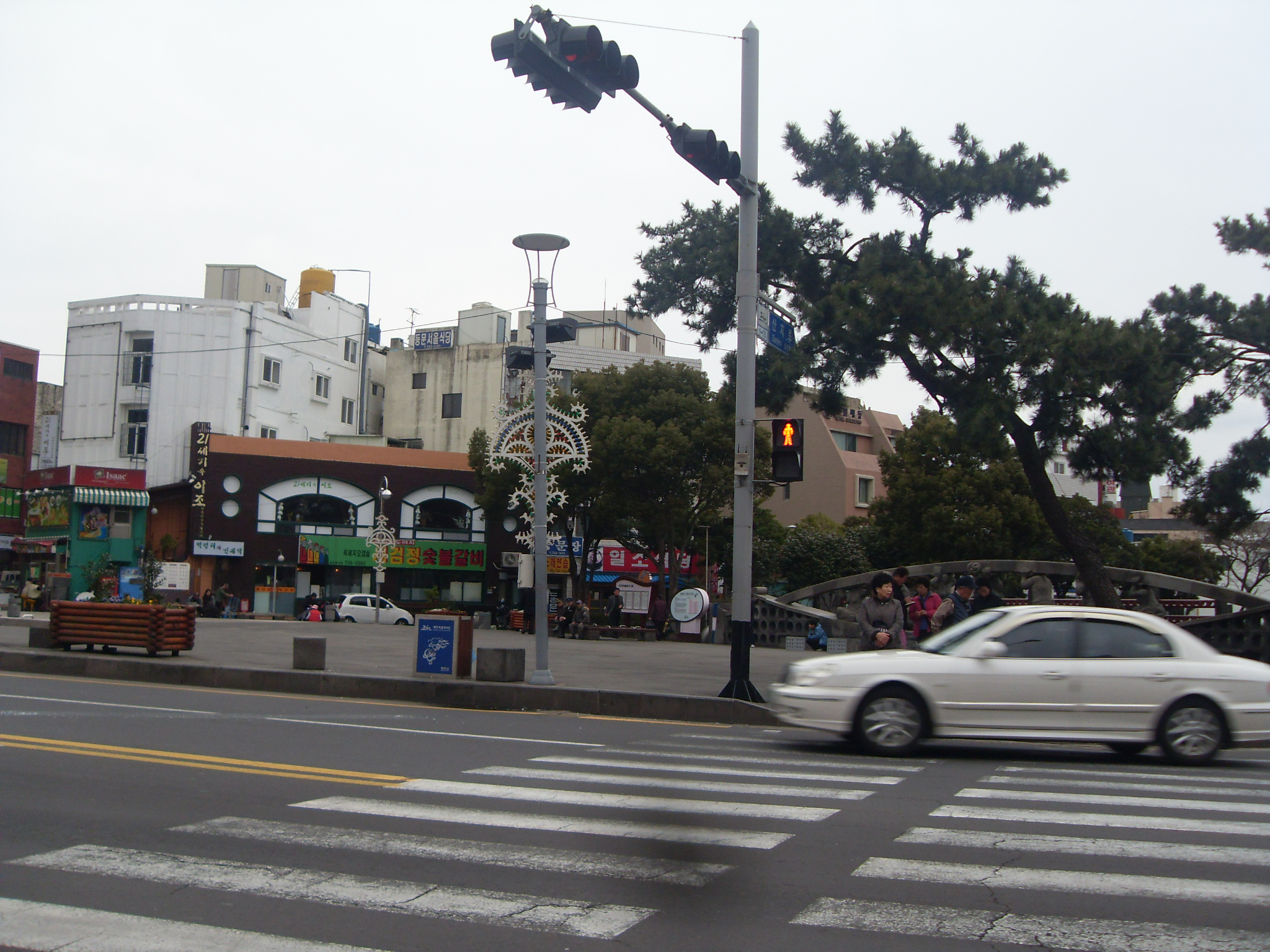
반대편에서 바라본 산지천 광장

산지천(山地川)은 대한민국 제주특별자치도 제주시의 제주시 건입동과 일도1동을 흐르는 하천이다. 제주 시내 번화가를 통과한다.
산업화가 진행되던 1960년대에 주택이 밀집되면서 생활하수와 쓰레기로 오염되는 문제가 생기자 1966년 복개되었다. 그러나 복개된 후에도 오염 문제가 계속 생기면서 1995년부터 복원사업을 시작하였고 2002년 복원되었다.
하천을 따라 산책할 수 있는 길이는 500~600m에 이르고 아치형 다리가 하천의 중간중간에 놓여 있다. 하천의 끝은 바로 앞에 있는 부두 근처 바다로 바로 연결된다.

## 중국 피난선
산지천이 바다와 만나는 어귀에 중국 피난선이 보존되어 있는 해양호 공원이 자리잡고 있다. 해양호 공원에는 중국이 국공내전을 겪던 48년 공산당을 피하여 요녕성 장하현의 한 지주가족과 친족 등 중국인 50여명이 자신들의 배를 타고 금주 석승도를 출발하여 연대시를 거쳐 이듬해 인천에 도착한 후 2년간 선상에서 생활하다가
6.25전쟁으로 부산으로 피난했으나 완도 부근에서 미군의 폭격으로 배의 일부가 파손되고 몇 사람이 사망하였다.  좌초된 배를 한국군함이 인도적인 차원에서 제주도에 인하여 정박을 하게 되어 이 곳에 뿌리를 내리게 되었다. 그 자손들이 이젠 제주에서 중국식당을 운영하고 있다고 하며 지금은 화교소학교도 짓고 제주를 고향으로 생각하며 살고 있다.